# Petra Delhees
Petra Delhees (Aarau, 29 maart 1964) is een tennisspeelster uit Zwitserland.
Tussen 1976 en 1983 speelde ze 48 maal voor Zwitserland op de Fed Cup.
In 1983 huwde ze de Duitser Peter Jauch, waarna ze onder de naam Petra Jauch-Delhees ging spelen.
In 1985 won zij met Patricia Medrado het Spanish Open, haar enige overwinning op een WTA-toernooi.